# 謝安·卡路·韋迪
謝安·卡路士·懷迪（Jean Carlo Witte，1977年9月24日—）一般称作謝安，生于巴西，前巴西职业足球运动员。
他曾代表巴西U20出席1997年世青盃。

## 榮譽

### 團隊
- 日本聯賽盃 冠軍 : 2004

## 外部鏈接
- 日本職業足球聯賽中的謝安·卡路·韋迪 （日語）
- fctokyo.co.jp （页面存档备份，存于）